# Bassin du Miroir
Le bassin du Miroir est un bassin des jardins de Versailles.

## Localisation
Le bassin du Miroir est délimité au Nord par l'allée de Bacchus-et-de-Saturne et au Sud par l'allée du Mail. Aux angles Nord-Ouest et Nord-Est se trouvent respectivement le bassin de Saturne et le bassin de Bacchus.

## Composition
Ce bosquet terminait les jardins de Versailles stricto sensu, du côté des bosquets sud. A ce titre, il se devait d'être particulièrement spectaculaire, puisque dans la visite des jardins français réguliers, le jeu de parcours entraînait une augmentation progressive des effets théâtraux, un peu comme dans la visite des appartements, où le décor devenait de plus en plus riche. Dans les jardins de Versailles, c'est l'espace qui grandissait au fur et à mesure dans les bosquets. 
A son apogée, ce bosquet du miroir d'eau, ou des cascades, comportait un nombre fort importants de jets d'eau, et s'admirait depuis la petite hauteur placée au nord du bosquet, du côté de l'entrée. Alors, depuis ce point de vue, une multitude de jets d'eau se disposaient de manière théâtrale, avec au centre du grand miroir, derrière l'allée des cascades, un grand rond d'eau avec un grand bouillon au centre et tout autour des jets d'eau qui rappelaient comme une couronne. On voit ce dispositif sur une gravure et sur quelques plans, mais non pas dans le tableau de Jean II Cotelle.
En somme, ce bosquet était un parallèle beaucoup plus riche que le bosquet du Grand Jet des château de Chantilly ou de Saint-Cloud.

## Histoire

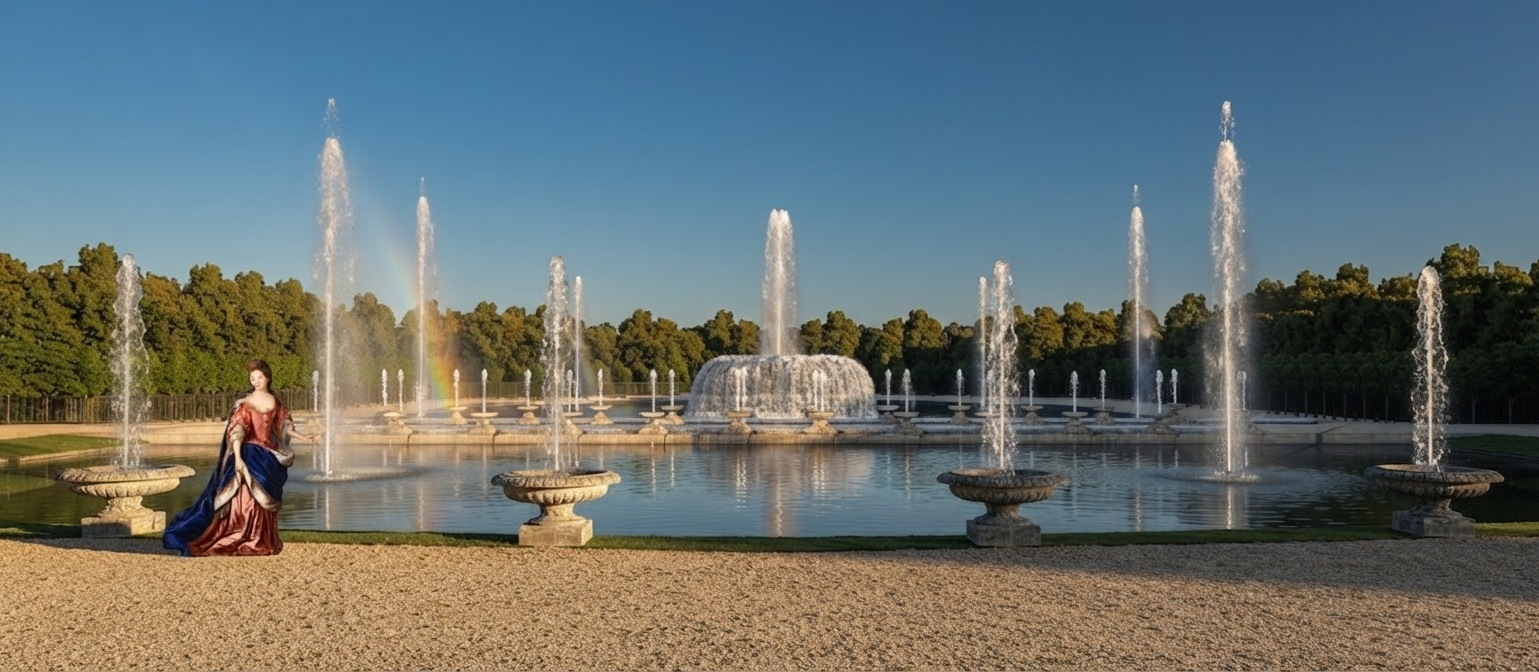
Schéma 3D restituant la profusion des jets d'eau du Miroir d'eau à Versailles au XVIIe siècle